# Haplochromis granti
Haplochromis granti é uma espécie de peixe da família Cichlidae.
É endémica do Lago Vitória.